# 엘리자베스 버클리
엘리자베스 버클리(Elizabeth Berkley, 1972년 7월 28일 ~ )는 미국의 배우이다.

## 출연 작품
- 쇼걸 (1995) - 노미 멀론 역
- 조강지처 클럽 (1996)
- 애니 기븐 선데이 (1999)